# Инфантьев, Вадим Николаевич
Инфантьев Вадим Николаевич (1921—1980) — русский советский писатель, художник, военный моряк, подводник, капитан 2 ранга, участник советско-финской и Великой Отечественной войн, секретарь правления Ленинградской организации Союза писателей СССР.

## Биография
Вадим Николаевич Инфантьев родился 9 апреля 1921 года в селе Титовское (ныне Томская область) в семье учителей. В 1923 году вместе с родителями переехал в Шадринск, в 1934 году — в Сарапул Удмуртской АССР, где окончил школу № 1 (ныне СОШ № 15). В школьные годы писал стихи, которые были впервые опубликованы в 1938 году в газете «Красное Прикамье».
В 1939 году поступил в Ленинградский инженерно-строительный институт на архитектурный факультет. В ноябре 1939 года был призван на действительную службу в Рабоче-крестьянскую Красную армию и направлен в школу младших командиров зенитной артиллерии. Морским пехотинцем участвовал в советско-финской войне (1939—1940 гг.).
Великую Отечественную войну В. Инфантьев начал командиром орудия на Ленинградском фронте. 22 февраля 1942 года был ранен. Награждён медалью «За оборону Ленинграда».
В 1943 году сержант Инфантьев усовершенствовал прицел 85-мм зенитной пушки, позволяющий вести стрельбу без помощи ПУАЗО — центрального прибора управления артиллерийским зенитным огнём. При испытании прицела на передвижном орудии при стрельбе прямой наводкой сбил два самолёта противника. В 1943 году вступил в члены ВКП(б). Получил первое офицерское звание — лейтенант и назначен командиром огневого взвода 2 батареи 602 артиллерийского полка 7 зенитной артиллерийской дивизии РГК. 26 марта 1944 года Инфантьев был контужен при бомбёжке. Месяц находился в госпитале. После выздоровления был назначен на непродолжительное время начальником школы радистов, а затем — начальником штаба зенитного дивизиона, охранявшего объекты Петроградской стороны Ленинграда.
Летом 1945 года поступил в Высшее военно-морское инженерное училище имени Ф. Э. Дзержинского, которое окончил с отличием в 1950 году. Служил инженер-механиком на подводных лодках, стал командиром электро-механической боевой части ПЛ. В 1956 году окончил Военно-морскую академию кораблестроения и вооружения имени А. Н. Крылова, затем занимался научно-исследовательской работой в области вооружения ВМФ. В 1961 году капитан 2 ранга Инфантьев был уволен в запас.
Дальнейшая трудовая жизнь Инфантьева была посвящена литературному творчеству. В 1959 году был принят в члены Союза писателей СССР по личным рекомендациям М. Зощенко, Ильи Груздева, М. Дудина. Избирался секретарём правления Ленинградской организации Союза писателей.
В. Н. Инфатьев был женат, имел дочь Марию. Вадим Инфантьев являлся племянником русского прозаика и этнографа П. П. Инфантьева (1860—1913), собирал материал и готовил книгу о своем дяде, но дописать её не успел.
Вадим Николаевич Инфантьев умер 6 сентября 1980 года в Ленинграде. Похоронен на кладбище в посёлке Комарово под Санкт-Петербургом.

## Творчество
В середине 1950-х годов В. Инфантьев посещал литобъединение при Ленинградском отделении издательства «Советский писатель». В 1955—1956 годах появились его первые рассказы в журналах «Советский воин» и «Советский моряк». В 1956 году был опубликован первый рассказ В. Н. Инфантьева «Технари» в «Литературной газете». В 1957 году был выпущен первый сборник повестей и рассказов «Шестеро с острова».
Многие произведения Вадима Инфантьева посвящены флоту и морской службе («Морской горизонт», «Они шли рядом», «По местам стоять, погружение!» и другие), известен и как детский писатель («Подводники», «„Мамонты“ шагают в будущее» и другие). Написал исторический роман «Балканский хребет», за который был награждён в 1978 году болгарским орденом «Кирилл и Мефодий».
С юности Вадим Николаевич занимался живописью, принимал участие в коллективных выставках. В архивах Санкт-Петербурга хранятся его пейзажи, натюрморты, автопортреты, портреты деятелей культуры Ф. А. Абрамова, М. М. Зощенко, М. Л. Слонимского, А. Н. Чепурова и др. (1937—1970).

## Награды
- Орден Красной Звезды (22 октября 1943 года)[3]
- Орден Красной Звезды[1]
- медали, в том числе «За оборону Ленинграда»[3]
- Орден «Кирилл и Мефодий» (Болгария, 1978)[1]